# Ali Laarayedh
Ali Laarayedh (Arabisch: علي العريّض, ʿAlī al-ʿArayyiḍ; Médenine, 15 augustus 1955) is een Tunesisch politicus die van maart 2013 tot januari 2014 premier van Tunesië was. Daarvoor was hij sinds 2011 minister van binnenlandse zaken.
Laarayedh werd in 1981 aangewezen als woordvoerder van de politieke beweging Ennahda. In 1990 werd hij in die functie opgepakt en 15 jaar gevangengezet. Hij werd in die periode evenals zijn vrouw gemarteld. Na zijn vrijlating sloot hij zich weer terug aan bij Ennahda en de Jasmijnrevolutie veranderde het politieke klimaat in het land. Laarayedh werd onder Hamadi Jebali minister van binnenlandse zaken en werd na diens ontslag in 2013 aangewezen als premier. Hij volgde Jebali ook op als secretaris-generaal van de partij. op 29 januari 2014 werd hij als premier opgevolgd door Mehdi Jomaa nadat drie dagen eerder in Tunesië de nieuwe grondwet van het land werd goedgekeurd door het parlement.  